# Упша
У́пша (рос. Упша, марій. Упшо) — село у складі Оршанського району Марій Ел, Росія. Входить до складу Марковського сільського поселення.

## Населення
Населення — 380 осіб (2010; 451 у 2002).
Національний склад (станом на 2002 рік):
- марі — 70 %
- росіяни — 29 %